# Сейфулліно
Сейфу́лліно (каз. Сейфуллин) — село у складі Зерендинського району Акмолинської області Казахстану. Входить до складу сільського округу імені Сакена Сейфулліна.
Населення — 441 особа (2021; 531 у 2009, 801 у 1999, 1199 у 1989).
Національний склад станом на 1989 рік:
- казахи — 100 %.

У радянські часи село називалось також Єлтай.